# سيبريان بيتري
سيبريان بيتري (بالرومانية: Ciprian Petre)‏ (10 ديسمبر 1980 في رومانيا - ) هو لاعب كرة قدم روماني في مركز الوسط. لعب مع أونيريا أورزيتشيني ونادي يول بيتروشاني ‏ وASC Daco-Getica București ‏ وغلوريا بيستريتسا ‏ وFC Buzău ‏ وCS Gaz Metan Mediaș ‏.

## وصلات خارجية
- سيبريان بيتري على موقع قاعدة بيانات كرة القدم.إي يو (الإنجليزية)
- سيبريان بيتري على موقع Soccerway.com (الإنجليزية)
- سيبريان بيتري على موقع عالم كرة القدم.نت (الإنجليزية)